# BQ (Unternehmen)
BQ war der Markenname des spanischen Unternehmens Mundo Reader S.L. aus dem Bereich der Unterhaltungselektronik. Hauptgeschäftsbereich waren Multimediageräte wie Smartphones und Tablets sowie auch 3D-Drucker und Lern-Roboter. Unter dem Dach der Mundo Reader S.L. vereinten sich verschiedene Geschäftsbereiche, die in der Entwicklung, der Herstellung und dem Vertrieb von Multimediageräten, Inhalten und Zubehör tätig waren.
2014 waren rund 1.000 Mitarbeiter in den Niederlassungen in Deutschland, Frankreich, Portugal und Spanien beschäftigt, die 3D-Drucker des Unternehmens wurden in über 50 Ländern vertrieben.
2015 verkaufte das Unternehmen 1,46 Millionen Geräte und erzielte damit einen Umsatz von 244 Mio. € (37,3 Mio. € in 2012, 115 Mio. € in 2013 und 202 Mio. € im Jahr 2014).
2019 schloss sich die Vingroup, die größte private Unternehmensgruppe Vietnams, als Mehrheitsgesellschafter (51 %) den Gründern von BQ und dem Fond Diana Capital an.
Am 23. Februar 2021 gab die spanische Justizverwaltung die Insolvenz und die Eröffnung des Liquidationsverfahrens bekannt.

## Geschichte

### 2003–2008: Vorläufer und Gründung der Mundo Reader S. L.
Im Jahr 2003 traten sechs 20-jährige Studenten der Fakultät für Telekommunikation der Studentenorganisation ITEM Consulting der Polytechnischen Universität in Madrid bei: Alberto Méndez, Rodrigo del Prado, Ravin Dhalani, David Béjar, Iván Sánchez und Adán Muñoz. Das erste gemeinsame Projekt bestand aus dem Import und Verkauf von USB-Speichern, einem damals hochmodernen Produkt. 2006 entstand daraus das Unternehmen Memorias USB und im Jahre 2008 die Gesellschaft Luarna mit dem CEO Antonio Quiros, und ein weiteres Unternehmen wurde gegründet: Mundo Reader S.L.

### 2009–2012: E-Reader-Geschäft unter der Marke booq, Umbenennung in BQ
Die ersten E-Book-Reader kamen Weihnachten 2009 unter der Marke booq auf den spanischen Markt. Nach deren Erfolg stieg der Hersteller 2010 in den Tablet-Markt ein und änderte seinen Namen in BQ, um zu symbolisieren, dass er nicht nur Bücher (booq für englisch book ‚Buch‘) und Lesegeräte vertreibt. In den Jahren 2011 und 2012 wuchs und konsolidierte sich BQ auf dem spanischen Markt, wo BQ zur am zweithäufigsten verkauften Marke für E-Reader und Tablets wurde.

### 2013–2017: Einstieg in den Smartphone-Markt
Im März 2013 erschien mit dem Aquaris das erste Smartphone von BQ auf dem Markt, und 2014 wurde das Aquaris E5 in Spanien nach wenigen Monaten zum meistverkauften Smartphone ohne Vertragsbindung. Ebenfalls 2014 begann BQ mit 3D-Druck und Robotik, und es wurden Büros in Deutschland und Frankreich eröffnet. 2015 stellte BQ seine neue Corporate Identity vor.
Das Geschäftsjahr 2016 wurde mit schweren Verlusten abgeschlossen.

### Seit 2018: Übernahme durch Vingroup und Insolvenz
Im Dezember 2018 wurde bekannt gegeben, dass die vietnamesische Vingroup mit 51 % der neue Mehrheitsgesellschafter ist. Vingroups Tochterunternehmen VSmart stellt bereits selbst Smartphones für den asiatischen Markt her. Die Übernahme konnte jedoch nicht die finanziellen Schwierigkeiten von BQ lösen. Im März 2019 beendete BQ sein Endkundengeschäft und trat öffentlich nicht mehr in Erscheinung, seit dem 11. November 2020 ist die Webseite nicht mehr erreichbar. Daraufhin verkündete ein Medienbericht eine bereits vollzogene Beendigung der Geschäftstätigkeit der Mundo Reader S.L., unter Bezugnahme auf ehemalige Mitarbeiter.
Am 23. Februar 2021 wurde schließlich die Insolvenz und die Liquidation von BQ behördlich offiziell bekanntgegeben.

## Produkte

### Smartphones

#### Aquaris-E-Serie
Aquaris E war BQs erste Smartphone-Reihe aus dem Mai 2014 und nach Firmenangaben vollständig in Spanien entworfen. Die Android-Geräte Aquaris E4, Aquaris E4.5, Aquaris E5 HD, Aquaris E5 FHD und Aquaris E6 haben eine Bildschirmgröße von 4 bis 6 Zoll, je nach Modellname. Alle Geräte akzeptieren zwei SIM-Karten und sind nicht anbietergebunden (engl. sim lock free).
Im November 2014 stellte BQ mit dem Aquaris E5 LTE ein Smartphone mit einem 5-Zoll-großen sogenannten Quantum-Color-Display mit besonders großem Farbraum vor. Zur weiteren Ausstattung gehört eine Beschichtung gegen Fingerabdrücke, der Qualcomm-Snapdragon-410-Prozessor mit Adreno 306-Grafikprozessor sowie 1 bzw. 2 GB RAM, 16 GB interner Speicher und ein Akku mit einer Kapazität von 2850 mAh.
Anfang 2015 stellte BQ das erste Smartphone mit Ubuntu-Betriebssystem vor, das Aquaris E4.5 Ubuntu Edition. 30 Prozent aller in Europa verkauften Ubuntu-Smartphones wurden in Deutschland erworben. Zur Ausstattung gehören MediaTek Quad-Core-Cortex-A7-Prozessor (max. 1,3 GHz), 8 GB Festspeicher und 1 GB Arbeitsspeicher.

#### Aquaris-M-Serie
Ende Februar 2015 präsentierte BQ die Aquaris-M-Serie mit dem Aquaris M4.5, M5 und M5.5.

#### Aquaris-X-Serie
Ende 2015 stellte BQ im Rahmen der Hausmesse BQ Open Days das Aquaris X5 vor. Zur Ausstattung gehörten der Qualcomm Snapdragon-412-Quadcore-Prozessor sowie ein Aluminiumrahmen.
Mitte 2016 folgte mit dem Aquaris X5 Plus der Nachfolger mit Fingerabdrucksensor. Offizieller deutscher Verkaufsstart war am 11. August 2016. Es war das erste europäische Smartphone, das die Galileo-Satelliten zur Standortbestimmung unterstützt. Diese Funktion wurde durch eine Software-Aktualisierung im November 2016 freigeschaltet.
2017 folgten das Aquaris X sowie das Aquaris X Pro mit einem Snapdragon-626-Octa-Core-Prozessor. Vom Design fügen sich beide Modelle in die Reihe der Vorgänger der X-Serie ein. Hier setzt BQ den Videostabilisator Vidhance in der Kamera ein.
2018 erschienen das Aquaris X2 mit einem Snapdragon-636 und das Aquaris X2 Pro mit einem Snapdragon-660. Sie waren Teil des Programms Android One von Google. In diesen Modellen setzte BQ künstliche Intelligenz für die Nachbearbeitung von Kamera-Bildern ein und verwendete eine Dual-Kamera.

#### Aquaris-U-Serie
Im September 2016 wurden mit dem Aquaris U, U Plus und U Lite drei am Einsteiger-Markt orientierte 5-Zoll-Smartphones veröffentlicht. Das teuerste Modell U Plus besitzt einen Fingerabdrucksensor und eine 16-MP-Kamera; alle drei Geräte warten mit einer 720p-Auflösung und LTE auf.
2017 wurden das Aquaris U2 und das Aquaris U2 lite eingeführt. Die 5,2-Zoll-Smartphones werden vom Snapdragon 435 bzw. 425 (U2 lite) angetrieben.
Aquaris C
Im September wurde das Einsteiger-Smartphone Aquaris C erstmals auf der IFA ausgestellt, es verfügt über einen Qualcomm-Prozessor, Fingerabdrucksensor, USB-C-Anschluss sowie NFC.

### Tablets
In der ersten Generation hat BQ mehrere Tablets zwischen 8 und 10,1 Zoll angeboten: Edison 3, Edison 3 mini und Aquaris E10.
Das Aquaris M8, M10 und M10 Ubuntu Edition bilden eine neuere Generation von Tablets mit 8 bzw. 10,1 Zoll.

### 3D-Welt

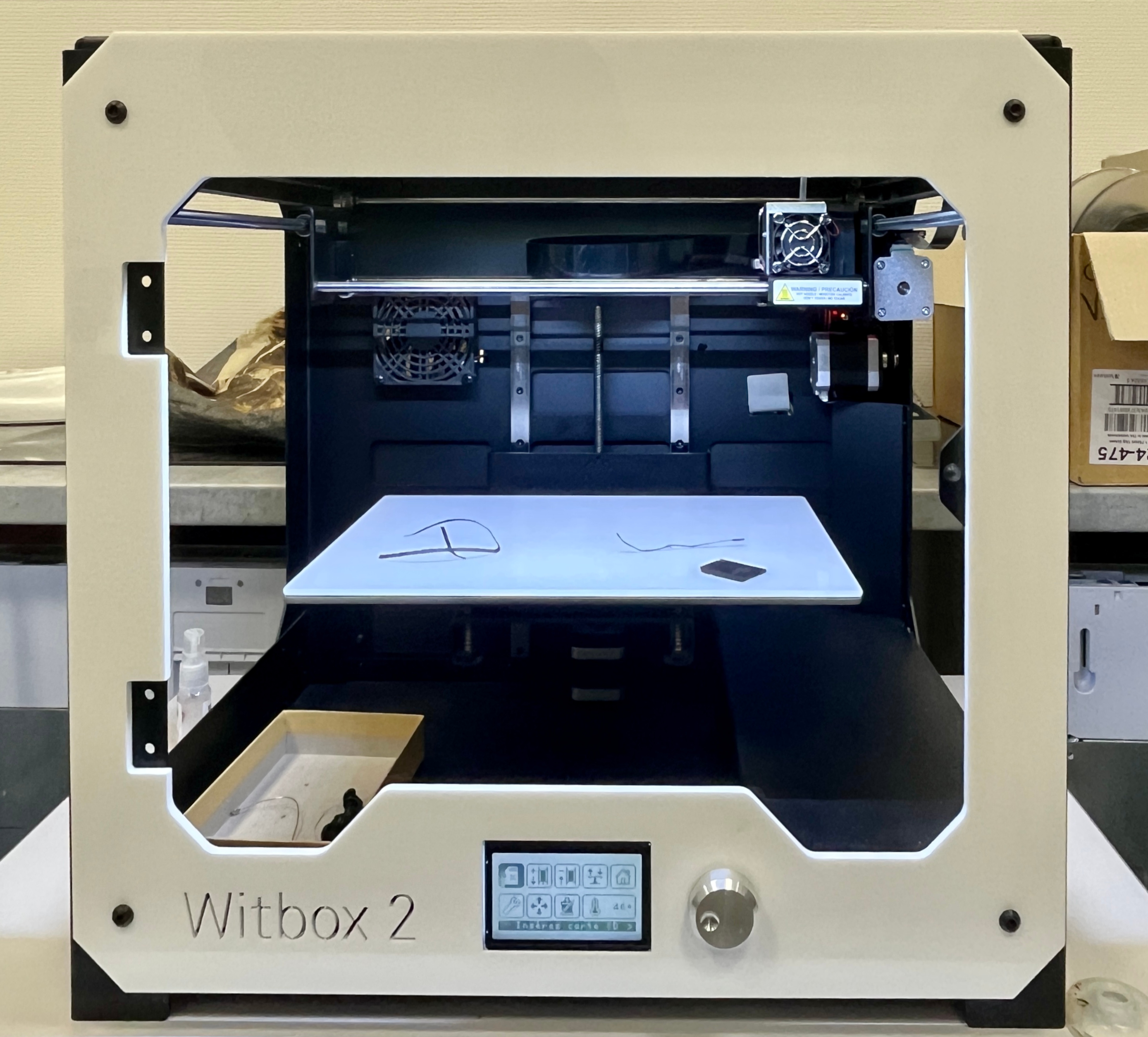
Witbox 2 FDM-3D-Drucker

Anfang 2014 kam der erste 3D-Drucker auf den Markt, der vollständig in Spanien hergestellte „Witbox“. Nach wenigen Monaten galt „Witbox“ laut der Aufstellung Top Quality Ratings von 3D HUBs bereits als der viertbeste 3D-Drucker der Welt und wurde in mehr als 50 Ländern verkauft.
Das Gerät ist für den Heimgebrauch konzipiert, bietet ein relativ großes Druckvolumen und ist aus Sicherheitsgründen rundum geschlossen. Es kann mit Open-Source-Software wie Slic3r, Cura, Pronterface oder Repetier betrieben werden.
Seit 2014 produzierte das Unternehmen auch den 3D-Drucker Prusa i3 Hephestos (im Bausatz erhältlich).
Im April 2015 wurde der 3D-Scanner Ciclop auf den Markt gebracht. Dieser ist der erste 3D-Scanner, dessen Hard- und Software, Informationen zu Algorithmen und Design frei zugänglich bzw. quelloffen sind. Die meisten Teile des Ciclop wurden in BQs 3D-Drucker-Fabrik in Spanien hergestellt.
Im März 2017 stellte BQ den Witbox Go! vor, den ersten 3D-Drucker mit einem Snapdragon-Prozessor und Android-Betriebssystem, für sein Design wurde er 2017 mit dem reddot award ausgezeichnet.

### Lernroboter
Seit 2014 widmete sich BQ der Robotik mit Lernrobotern. Angeboten wurde Hardware (Printbots und die Platine „BQ ZUM“), freie Software (bitbloq) und eine Plattform für die Nutzergemeinschaft, DIWO (do it with others).
Im Zuge der Nürnberger Spielwarenmesse stellte BQ im Januar 2016 den Lernroboter Zowi vor, der Kindern die Robotertechnik nahebringen sollte und außerdem 3D-Druck ermöglichte. Zowi kann nicht nur nachgebaut werden, sein Gehäuse und Accessoires können auch mit dem 3D-Drucker beliebig selbst zu Hause gefertigt werden.